# Einstein (inslagkrater)

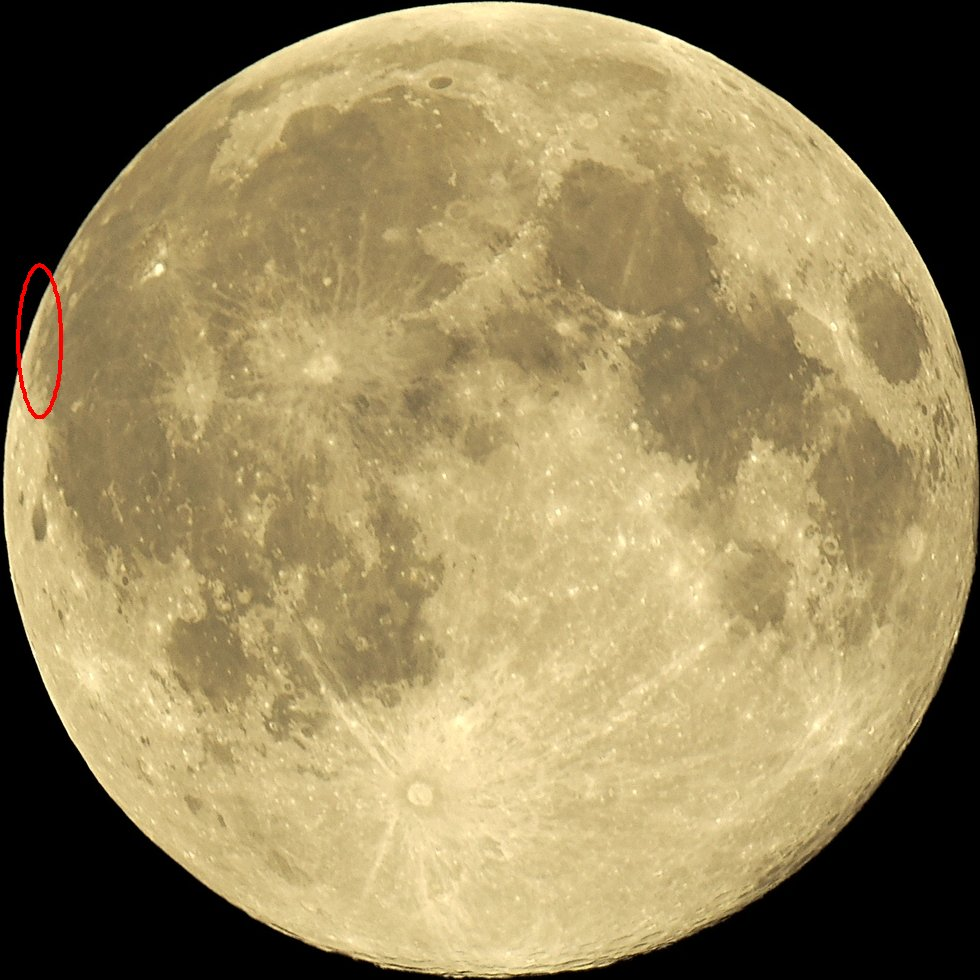
De locatie van Einstein op de maan

De krater Einstein is een grote inslagkrater op de westzijde van de Maan, met de coördinaten 16,6°N, 88,7°W. Hierdoor is de krater vanaf de Aarde moeilijk waar te nemen. De zichtbaarheid van deze krater wordt beïnvloed door (schijnbare) schommelingen van de Maan ten opzichte van de Aarde. Zelfs onder de best mogelijke condities is er niet veel detail waar te nemen vanaf Aarde. De beste manier om de krater waar te nemen is vanuit een baan om de Maan. De originele naam voor deze inslagkrater was "Caramuel", naar Juan Caramuel de Lobkowitz, aldus gegeven door Hugh Percy Wilkins (1896-1960). Dit is later veranderd naar Einstein door de Internationale Astronomische Unie.
Krater Einstein heeft een diameter van 180 kilometer. De buitenste rand is grotendeels uitgewist door vele kleinere inslagen. Langs de oostelijke wal waar hij samenkomt met de krater Dalton bestaat nog een significant gedeelte van de buitenste rand. In het midden van de krater bevindt zich Einstein A, een inslagkrater met een binnenste rand die gelaagd is opgebouwd en bestaat uit verschillende terrassen. In het midden van Einstein A bevindt zich een centrale piek. Einstein A bedekt meer dan de helft van de diameter van de krater Einstein. Er zijn meer inslagkraters te vinden in Einstein, al is er toch een relatief vlak oppervlak te vinden in het zuidwesten van Einstein. Kraters die in de buurt van Einstein te vinden zijn, zijn Moseley iets ten noorden, Dalton langs de oostelijke rand, Vasco da Gama iets naar het zuidoosten en Bohr krater naar het zuid tot zuidoosten. De formatie met de naam Vallis Bohr is ook zichtbaar naar het zuiden.

## Satellietkraters
Het is bij conventie afgesproken dat kleine satellietkraters op maankaarten worden aangegeven door het plaatsen van de letter aan de zijde van het middelpunt van de krater die het dichtst ligt bij de krater Einstein.
| Einstein | Breedtegraad | Lengtegraad | Doorsnede |
| -------- | ------------ | ----------- | --------- |
| A        | 16,69° NB    | 88,25° WL   | 50        |
| R        | 13,83° NB    | 91,88° WL   | 20        |
| S        | 15,10° NB    | 91,67° WL   | 20        |